# Дункан II
Дункан II (1060 — 12 листопада 1094) — король Шотландії у 1094 році.

## Життєпис
Походив з династії Данкельдів. Син Малкольма III, короля Шотландії, та конкубіни Інгеборги Фіннсдотір.
Отримав класичну освіту для шотландського аристократа. У 1072 році Дункана як заручника було відправлено до двору Вільгельма I Завойовника, короля Англії. Тут Дункан налагодив зв'язки з англійською знаттю, долучився до лицарської культури. Згодом брав участь у походах англійського короля. Після смерті Вільгельма I Дункан отримав волю й у 1087 році його посвячено в лицарі. При цьому залишився при дворі нового короля Англії Вільгельма II. Тоді ж одружився з донькою ярла Нортумбрії.
У 1093 році загинув батько Дункана — Малкольм III, а владу захопив Дональд. У 1094 році, отримавши підтримку від свого тестя, Дункан кинув виклик королю Дональду III, проти якого почалися повстання. Спочатку Дункан зумів захопити південну частину країни й коронуватися в Сконе. Втім наявність у Шотландії іноземних військ викликало спротив населення. Дункан II змушений від відіслати англійські війська. Цим скористався Дональд III, який влаштував своєму суперникові засідку, в якій Дункан II загинув 12 листопада.

## Родина
Дружина — Етельреда, донька Госпатріка, ярла Нортумбрії.
Діти:
- Вільгельм
- Цецилія
- Аліса
- Аннабела